# Bode expiatório

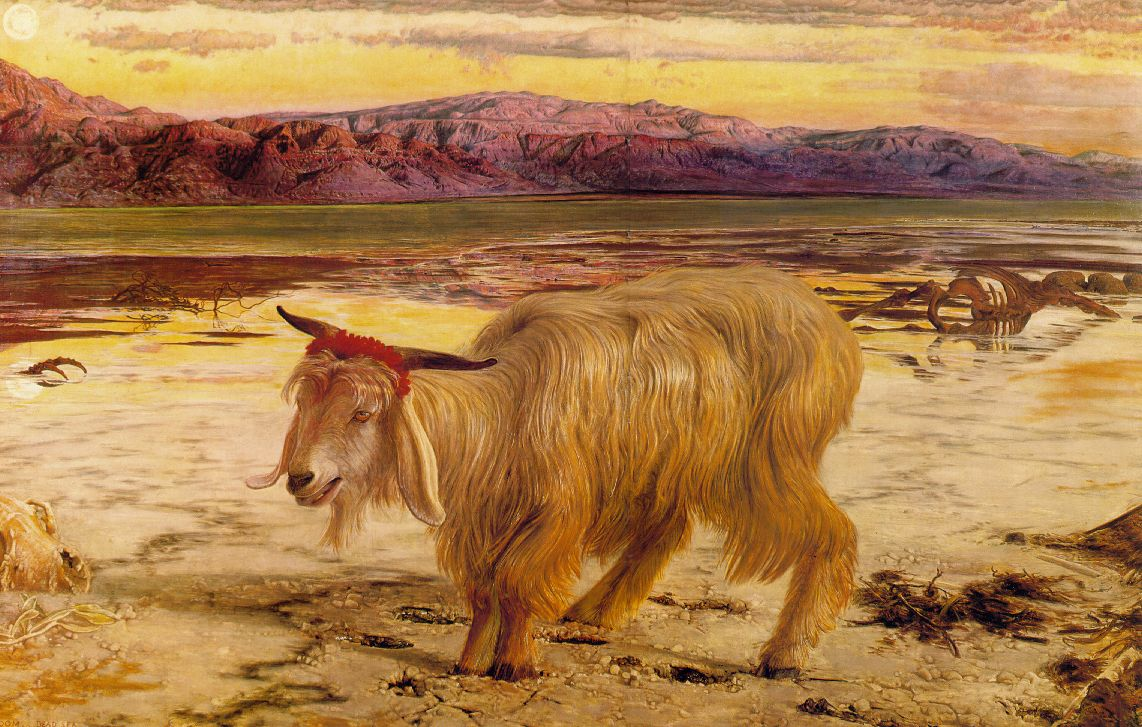
O bode expiatório de William Holman Hunt.

O bode expiatório é um animal que era apartado do rebanho e deixado só na natureza selvagem como parte das cerimônias hebraicas do Yom Kippur, o Dia da Expiação, na época do Templo de Jerusalém. Este rito é descrito na Bíblia no livro do Levítico.

## Na Torá

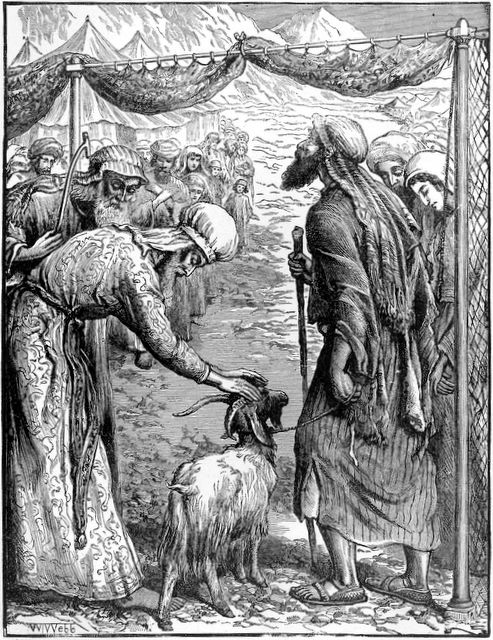
A remessa do bode expiatório, por William James Webb (1830—1904).

Dois bodes eram levados, juntamente com um touro, ao lugar de sacrifício, como parte dos Korbanot do Templo de Jerusalém. No templo os sacerdotes sorteavam um dos bodes. Um era queimado em holocausto no altar de sacrifício com o touro. O segundo tornava-se o bode expiatório, pois o sacerdote punha suas mãos sobre a cabeça do animal e confessava os pecados do povo de Israel. Posteriormente, o bode era deixado ao relento na natureza selvagem, levando consigo os pecados de toda a gente, para ser reclamado pelo anjo caído Azazel.

## A visão cristã
Na teologia cristã, a história do bode expiatório no Levítico é interpretada como uma prefiguração simbólica do autossacrifício de Jesus, que chama a si os pecados da Humanidade, tendo sido expulso da cidade sob ordem dos sacerdotes.
Tipologicamente, o bode expiatório é a figura do Messias, que fora enviado ao deserto para ser tentado pelo Diabo.
Outra visão muito popular no cristianismo compreende que os dois bodes são símbolos de Cristo e Satanás, uma vez que a expiação propriamente dita se realiza com a morte do primeiro bode, já que não existe expiação sem "derramamento de sangue" (Hebreus 9:22,23). Não há expiação pela morte do segundo bode, que é simplemente  levado ao deserto para morrer à míngua. Ele representa Satanás (ou Azazel, seu braço direito, um demônio do deserto) que é enviado ao abismo por 1.000 anos, para refletir sobre a obra maléfica que realizou contra os seres humanos.

## Sentido figurado do termo
Em sentido figurado, um "bode expiatório" é alguém que é escolhido arbitrariamente para levar (sozinho) a culpa de uma calamidade, crime ou qualquer evento negativo (embora  não o tenha cometido). A busca do bode expiatório é um ato irracional de determinar que uma pessoa ou um grupo de pessoas, ou até mesmo algo, seja responsável de um ou mais problemas sem a constatação real dos fatos.
A busca do bode expiatório é um importante instrumento de propaganda. Grupos usados como bodes expiatórios foram (e são) muitos ao longo da História, variando de acordo com o local e o período. Um clássico exemplo são os judeus durante o período nazista, que eram apontados como culpados pelo colapso político e pelos problemas econômicos da Alemanha.